# Die Affäre (2009)
Die Affäre (Originaltitel: Partir) ist ein Liebesdrama der Regisseurin Catherine Corsini aus dem Jahr 2009. In den Hauptrollen agieren Kristin Scott Thomas und Sergi López.
Der Film lief am 28. Januar 2010 in den deutschen Kinos an.

## Handlung
Nachdem ihre beiden Kinder groß geworden sind, will die Arztgattin Suzanne die Arbeit in ihrem alten Beruf Physiotherapie wieder aufnehmen. Dazu soll ein Nebengebäude auf dem Grundstück des Ehepaares umgebaut werden. Bei den Arbeiten kommen sich Suzanne und der spanische Bauarbeiter Ivan näher. Suzanne ist unkonzentriert, kann nur an Ivan denken. Sie wollen eine romantisch gelegene Hausruine kaufen und für sich umbauen.
Als sie ihrem Mann Samuel die Liebe gesteht, wird der handgreiflich und legt ihr zahlreiche Hindernisse in den Weg. Durch seinen Einfluss in der Stadt verhindert er, dass Suzanne Arbeit finden kann. Er lässt ihre Kreditkarte sperren. Ivan findet nur weit entfernt Arbeit. Als Ivan Kunstwerke aus dem Haus des Arztehepaares verkaufen will, wird er von der Polizei verhaftet. Samuel verspricht Suzanne, dass Ivan freigelassen würde, wenn sie zu ihm ins Haus zurückkehren würde.
Als Suzanne wieder in den Ehealltag zurückgekommen ist, erscheint ihr alles so unerträglich, dass sie in der Nacht das Jagdgewehr ihres Mannes nimmt, lädt und auf ihren schlafenden Mann gerichtet abdrückt.
In der letzten Szene treffen sich die Liebenden noch einmal in der Nähe der Hausruine und umarmen sich, derweil man in der Ferne Polizeisirenen hört.

## Kritiken
„Trotz einer packenden Atmosphäre und einer genauen Figurenzeichnung leidet der Film am unentschiedenen Schwanken zwischen der romantischen Verklärung der Liebe als archaische, gesellschaftliche Konventionen aufhebende Macht und dem Ausloten ihrer sozialen und ökonomischen Bedingtheit.“

„Es ist absolut sehenswert, wie Catherine Corsini diese Affäre ganz allmählich anbahnt, eine im Grunde unvermeidliche Liaison, die dann trotzdem wie eine plötzliche Erschütterung über die Figuren kommt.“

„Regisseurin Catherine Corsini reizt in Die Affäre wirklich jedes Klischee aus. Da […] [helfen] weder die solide Arbeit der Kamerafrau Agnès Godard noch das verlässlich agierende Darstellertrio: Corsinis Inszenierung wirkt so abgegriffen, so tausendfach durchgespielt wie der aus Truffaut-Filmen collagierte Orchester-Soundtrack.“